# Nils Kjellin
Nils Kjellin, född 12 februari 1755 i Lungsunds socken i Värmlands län, död 4 november 1821 i Karlskoga, var en svensk präst, teolog och riksdagsman.

## Ämbetsgärning
Nils Kjellin prästvigdes den 17 november 1779 och blev hovpredikant 1783, kontraktsprost 1792 och teologie doktor 1809, samt från 1787 till 1821 kyrkoherde i Karlskoga församling.

## Familj
Nils Kjellin var son till kyrkoherden Gustaf Kjellin och Brita Dalberg. Han var gift med Sara Magdalena Wenerman, dotter till Elias Johannis Wenerman som även han var kyrkoherde. Sonen Elis Kjellin, som var assessor, var ägare till Gälleårsen norr om Karlskoga. Det var han och sonen som uppförde manbyggnaden vid Gälleråsen. Han vilar på Gamla kyrkogården i Karlskoga.